# 2018년 동계 올림픽 이스라엘 선수단
2018년 동계 올림픽 이스라엘 선수단은 대한민국 평창에서 개최되는 2018년 동계 올림픽에 참가하는 올림픽 이스라엘 선수단이다. 이번이 통산 일곱 번째 동계 올림픽 참가이다.
이번 대회에서 이스라엘은 총 10명의 선수가 4개 종목에 참가한다.

## 참가 선수
다음은 각 종목별 참가선수 현황이다.
| 종목         | 남자 | 여자 | 총합 |
| ------------ | ---- | ---- | ---- |
| 알파인스키   | 1    | 0    | 1    |
| 피겨스케이팅 | 4    | 3    | 7    |
| 쇼트트랙     | 1    | 0    | 1    |
| 스켈레톤     | 1    | 0    | 1    |
| 총합         | 7    | 3    | 10   |

## 메달 집계
| 종목 | 1 | 2 | 3 | 합계 |
| 합계 |   |   |   |      |

## 종목별 성적

### 쇼트트랙 스피드 스케이팅
이스라엘에는 총 한 명의 선수에게 출전권이 배정됐으며 2017-18 ISU 쇼트트랙 월드컵 대회에 출전했던 블라디슬라프 비카노프 선수가 나설 예정이다.
| 선수                  | 종목  | 예선 | 예선 | 준준결선 | 준준결선 | 준결선 | 준결선 | 결선 | 결선 |
| 선수                  | 종목  | 시간 | 순위 | 시간     | 순위     | 시간   | 순위   | 시간 | 순위 |
| --------------------- | ----- | ---- | ---- | -------- | -------- | ------ | ------ | ---- | ---- |
| 블라디슬라프 비카노프 | 500m  |      |      |          |          |        |        |      |      |
| 블라디슬라프 비카노프 | 1000m |      |      |          |          |        |        |      |      |
| 블라디슬라프 비카노프 | 1500m |      |      |          |          |        |        |      |      |

### 스켈레톤
애덤 에델만 선수가 출전권 재배정 과정에서 출전 기회를 부여받아 대회에 나서게 되었다.
| 선수        | 세부 종목 | 1차 시기 | 1차 시기 | 2차 시기 | 2차 시기 | 3차 시기 | 3차 시기 | 4차 시기 | 4차 시기 | 합계 | 합계 |
| 선수        | 세부 종목 | 기록     | 순위     | 기록     | 순위     | 기록     | 순위     | 기록     | 순위     | 기록 | 순위 |
| 애덤 에델만 | 남자      |          |          |          |          |          |          |          |          |      |      |

### 알파인 스키
이스라엘에는 총 한 명의 남자선수에게 출전권이 배정됐다.
| 선수          | 세부 종목   | 1차 시기 | 1차 시기 | 2차 시기 | 2차 시기 | 합계 | 합계      |
| 선수          | 세부 종목   | 기록     | 순위     | 기록     | 순위     | 기록 | 최종 순위 |
| 이타마르 비란 | 남자 대회전 |          |          |          |          |      |           |
| 이타마르 비란 | 남자 회전   |          |          |          |          |      |           |

### 피겨 스케이팅
핀란드 헬싱키에서 열린 2017년 세계 피겨스케이팅 선수권 대회에서 올렉시 비첸코가 245.96점을 획득하며 10위에 올랐으며 이로 인해 이스라엘에는 남자종목에 두 사람분 출전권을 부여하게 되었다. 또 이사벨라 토비아스와 일리아 트카첸코가 162.67점에 12위를 기록하여 아이스댄싱 종목에도 1쿼터를 따내게 되었다.
독일 오베르스트도르프에서 열린 2017년 CS 네벨본 트로피 대회에서는 에브게니 크라스노폴스키와 페이지 코너스가 171.61점으로 8위에 오르면서 페어종목에 1쿼터를 얻게 됐다.
이번 대회 남자싱글 종목에는 비첸코와 대니얼 사모힌 선수가 출전한다. 페어 종목에는 크라스노폴스키와 코너스 선수가 나가며, 아이스댄싱에서는 로널드 질버버그와 아델 탄코바가 이스라엘 국가대표로 나선다. 본래는 트카첸코 선수가 아이스댄싱에 나서려 했으나 이스라엘 국적을 취득하지 못하는 바람에 기회를 놓치고 말았다. 또 여자 싱글에도 에이미 부처넌 선수가 최종 10위 이내에 오르면서 출전할 수 있게 됐다.
싱글
| 선수                                    | 세부 종목  | 쇼트 프로그램 | 쇼트 프로그램 | 프리 스케이팅 | 프리 스케이팅 | 합계 | 합계 |
| 선수                                    | 세부 종목  | 점수          | 순위          | 점수          | 순위          | 점수 | 순위 |
| 올렉시 비첸코                           | 남자 싱글  |               |               |               |               |      |      |
| 대니얼 사모힌                           | 남자 싱글  |               |               |               |               |      |      |
| 페이지 코너스 / 에브게니 크라스노폴스키 | 페어       |               |               |               |               |      |      |
| 아델 탄코바 / 로널드 질버버그           | 아이스댄싱 |               |               |               |               |      |      |

팀 종목
| 선수 | 종목     | 쇼트 / 쇼트댄스 | 쇼트 / 쇼트댄스 | 쇼트 / 쇼트댄스 | 쇼트 / 쇼트댄스 | 쇼트 / 쇼트댄스 | 쇼트 / 쇼트댄스 | 프리 / 프리댄스 | 프리 / 프리댄스 | 프리 / 프리댄스 | 프리 / 프리댄스 | 프리 / 프리댄스 | 프리 / 프리댄스 |
| 선수 | 종목     | 남자            | 여자            | 페어            | 아이스댄스      | 종합            | 순위            | 남자            | 여자            | 페어            | 아이스댄스      | 종합            | 순위            |
| 선수 | 종목     | 점수 '팀 점수'  | 점수 '팀 점수'  | 점수 '팀 점수'  | 점수 '팀 점수'  | 종합            | 순위            | 점수 '팀 점수'  | 점수 '팀 점수'  | 점수 '팀 점수'  | 점수 '팀 점수'  | 종합            | 순위            |
| --- | -------- | --------------- | --------------- | --------------- | --------------- | --------------- | --------------- | --------------- | --------------- | --------------- | --------------- | --------------- | --------------- |
| 올렉시 비첸코 (남) 에이미 부처넌 (녀) 페이지 코너스 / 에브게니 크라스노폴스키 (페) 아델 탄코바 / 로널드 질버버그 (댄) | 팀이벤트 |                 |                 |                 |                 |                 |                 |                 |                 |                 |                 |                 |                 |